# Distrito municipal de Šeškinė
El Distrito municipal de Šeškinė es un distrito municipal perteneciente a la ciudad de Vilna, Lituania, y al mismo tiempo organizado administrativamente como un barrio, el barrio de Šeškinė. El distrito se limita con los distritos municipales de Žvėrynas, Viršuliškės, Šnipiškės, Karoliniškės, Verkiai, Pašilaičiai, Fabijoniškės y Justiniškės.

## Galería

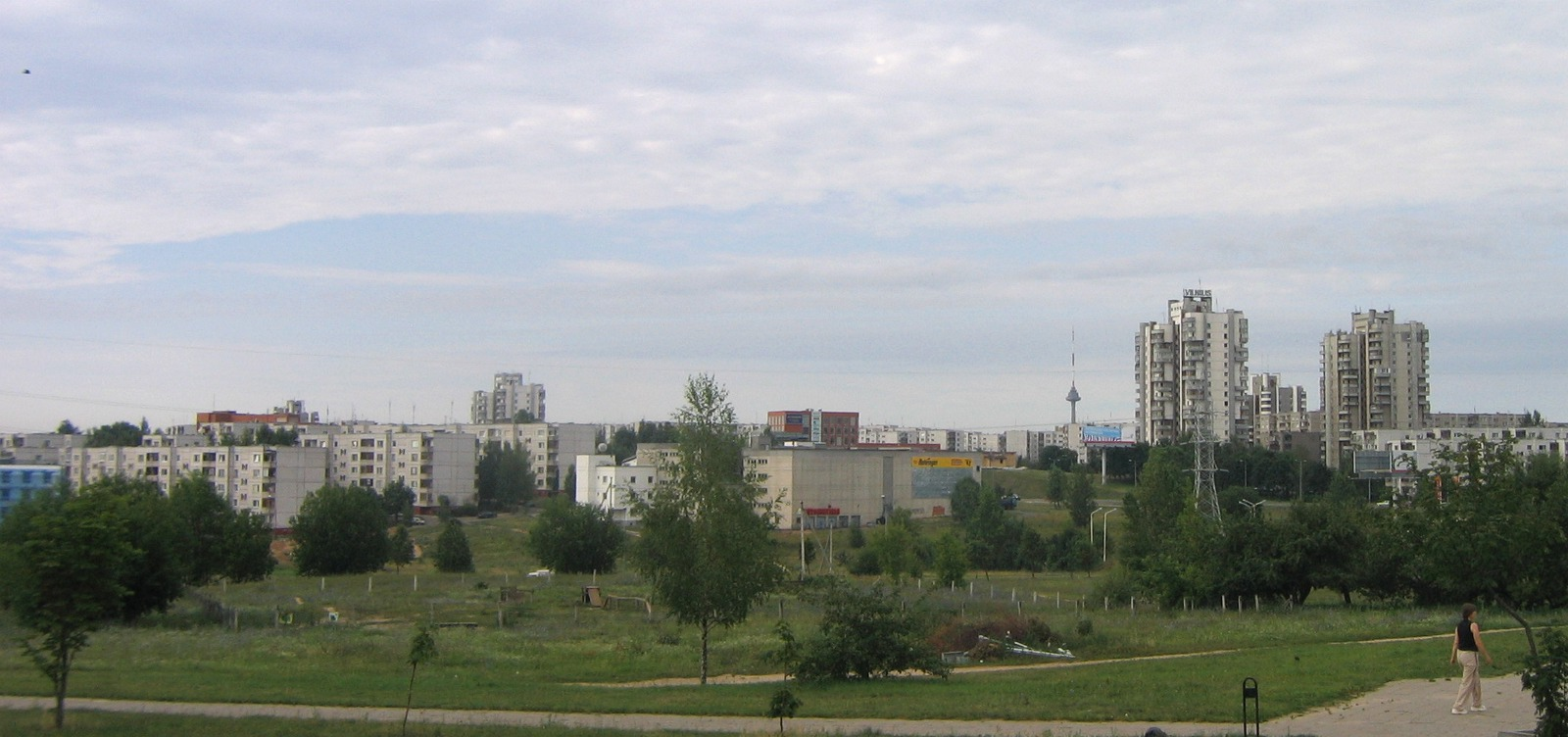
Panorama de Šeškinė
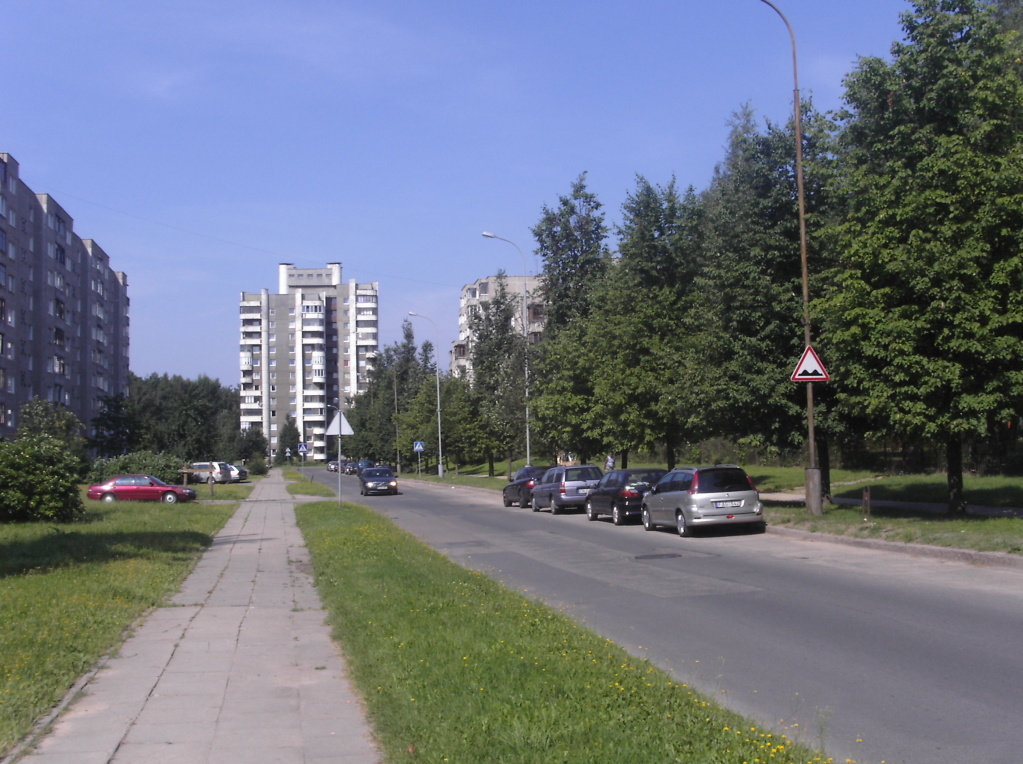
Calle de Musninkai
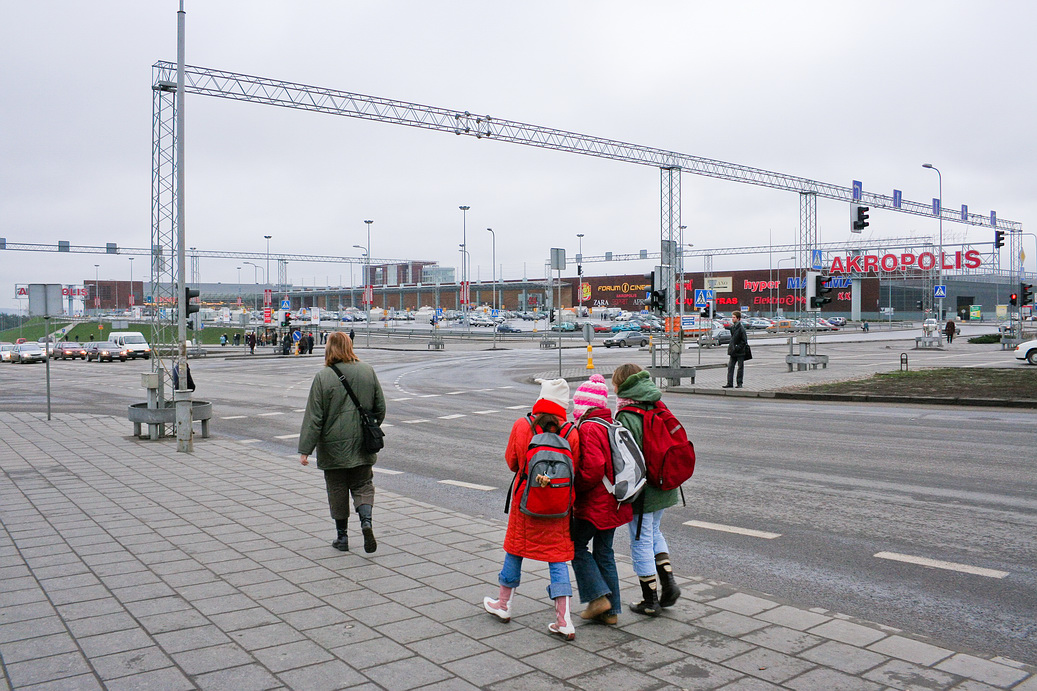
Centro comercial Akropolis
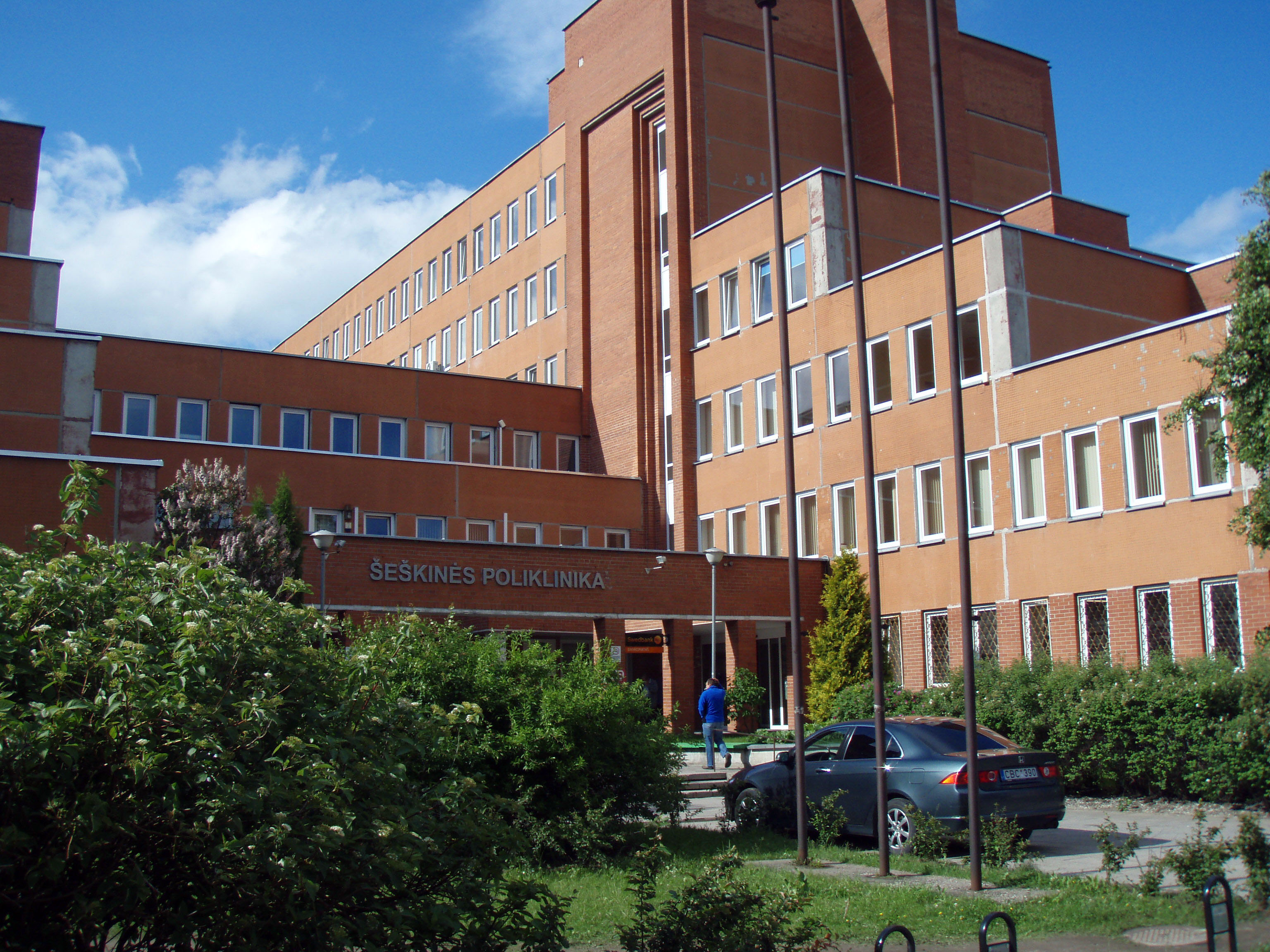
Policlínica de Šeškinė